# Doug Andress
Doug Andress (né le 7 avril 1979 à Iroquois Falls, dans la province de l’Ontario au Canada) est un joueur professionnel canadien de hockey sur glace.

## Carrière de joueur
Après avoir joué quatre saisons avec les Braves de Brockville de la Ligue centrale de hockey junior A, il passe quatre saisons avec les Buckeyes d'Ohio State de la NCAA.
Il commence sa carrière professionnelle en 2004-2005, alors qu’il porte les couleurs des Stingrays de la Caroline du Sud et du Storm de Toledo de l'East Coast Hockey League.
Entre 2005 et 2007 il évolue avec les Chiefs de Johnstown de l'ECHL, en plus de quelques matchs dans la Ligue américaine de hockey avec les Ak-Sar-Ben Knights d'Omaha et les Falcons de Springfield.
Lors de la saison 2007-2008 il prend la direction de l'Allemagne. Il joue alors avec les Krefeld Pinguine de la DEL, ainsi qu’avec le EV Landsberg, le  SC Bietigheim-Bissingen et le ETC Crimmitschau de la 2. Bundesliga.
À l’automne 2013 il revient au Canada, alors que le 29 septembre il signe un contrat avec les Riverkings de Cornwall de la Ligue nord-américaine de hockey.

## Statistiques
| Saison    | Équipe                          | Ligue         |    | Saison régulière | Saison régulière | Saison régulière | Saison régulière | Saison régulière |   | Séries éliminatoires | Séries éliminatoires | Séries éliminatoires | Séries éliminatoires | Séries éliminatoires |
| Saison    | Équipe                          | Ligue         | PJ | B                | A                | Pts              | Pun              | PJ               | B | A                    | Pts                  | Pun                  |                      |                      |
| 2000-2001 | Buckeyes d'Ohio State           | NCAA          | 36 | 5                | 16               | 21               | 22               |                  |   |                      |                      |                      |                      |                      |
| 2001-2002 | Buckeyes d'Ohio State           | NCAA          | 40 | 1                | 12               | 13               | 16               |                  |   |                      |                      |                      |                      |                      |
| 2002-2003 | Buckeyes d'Ohio State           | NCAA          | 43 | 7                | 16               | 23               | 26               |                  |   |                      |                      |                      |                      |                      |
| 2003-2004 | Buckeyes d'Ohio State           | NCAA          | 42 | 5                | 27               | 32               | 28               |                  |   |                      |                      |                      |                      |                      |
| 2004-2005 | Stingrays de la Caroline du Sud | ECHL          | 25 | 0                | 5                | 5                | 12               | -                | - | -                    | -                    | -                    |                      |                      |
| 2004-2005 | Storm de Toledo                 | ECHL          | 44 | 5                | 9                | 14               | 25               | 4                | 0 | 0                    | 0                    | 2                    |                      |                      |
| 2005-2006 | Ak-Sar-Ben Knights d'Omaha      | LAH           | 1  | 0                | 0                | 0                | 0                | -                | - | -                    | -                    | -                    |                      |                      |
| 2005-2006 | Falcons de Springfield          | LAH           | 3  | 1                | 0                | 1                | 0                | -                | - | -                    | -                    | -                    |                      |                      |
| 2005-2006 | Chiefs de Johnstown             | ECHL          | 64 | 6                | 31               | 37               | 47               | 5                | 0 | 1                    | 1                    | 6                    |                      |                      |
| 2006-2007 | Falcons de Springfield          | LAH           | 9  | 0                | 2                | 2                | 16               | -                | - | -                    | -                    | -                    |                      |                      |
| 2006-2007 | Chiefs de Johnstown             | ECHL          | 57 | 10               | 19               | 29               | 34               | -                | - | -                    | -                    | -                    |                      |                      |
| 2007-2008 | Krefeld Pinguine                | DEL           | 26 | 2                | 6                | 8                | 18               | -                | - | -                    | -                    | -                    |                      |                      |
| 2007-2008 | EV Landsberg                    | 2. Bundesliga | 25 | 7                | 19               | 26               | 46               | -                | - | -                    | -                    | -                    |                      |                      |
| 2008-2009 | SC Bietigheim-Bissingen         | 2. Bundesliga | 47 | 11               | 31               | 42               | 84               | 11               | 1 | 4                    | 5                    | 31                   |                      |                      |
| 2009-2010 | SC Bietigheim-Bissingen         | 2. Bundesliga | 42 | 4                | 11               | 15               | 46               | 11               | 1 | 5                    | 6                    | 33                   |                      |                      |
| 2010-2011 | ETC Crimmitschau                | 2. Bundesliga | 48 | 12               | 18               | 30               | 46               | -                | - | -                    | -                    | -                    |                      |                      |
| 2011-2012 | SC Bietigheim-Bissingen         | 2. Bundesliga | 43 | 14               | 22               | 36               | 68               | -                | - | -                    | -                    | -                    |                      |                      |
| 2012-2013 | SC Bietigheim-Bissingen         | 2. Bundesliga | 46 | 6                | 26               | 32               | 42               | 18               | 2 | 8                    | 10                   | 37                   |                      |                      |
| 2013-2014 | Riverkings de Cornwall          | LNAH          | 38 | 10               | 15               | 25               | 38               | 6                | 1 | 0                    | 1                    | 4                    |                      |                      |
| 2014-2015 | Riverkings de Cornwall          | LNAH          | 22 | 6                | 8                | 14               | 16               | -                | - | -                    | -                    | -                    |                      |                      |

## Trophées et honneurs personnels
- 2. Bundesliga
  - 2012-2013 : remporte le championnat des séries avec le SC Bietigheim-Bissingen.